# Belopopți, Sofia
Belopopți (în bulgară Белопопци) este un sat în comuna Gorna Malina, regiunea Sofia,  Bulgaria. 

## Demografie
Componența etnică a satului Belopopți
     Bulgari (70,51%)
     Romi (5,19%)
     Nicio identificare (24,28%)
     Altele (0%)
La recensământul din 2011, populația satului Belopopți era de 597 locuitori. Din punct de vedere etnic, majoritatea locuitorilor (70,51%) erau bulgari, cu o minoritate de romi (5,19%). Pentru 24,28% din locuitori nu este cunoscută apartenența etnică.